# Lacune musculaire rétro-inguinale
La lacune musculaire rétro-inguinale est un espace situé dans le membre inférieur au niveau de la cuisse. Elle forme la partie latérale de l'espace situé entre le ligament inguinal et le bord de l'os coxal.

## Description
La lacune musculaire rétro-inguinale est limité :
- en avant et en dedans, par le ligament inguinal,
- en dedans par l'arc iliopectiné qui la sépare de la lacune vasculaire rétro-inguinale,
- en bas par le bord de l'os coxal compris entre l'épine iliaque antérieure et supérieure et l'éminence iliopubienne.

Elle est traversée par le muscle ilio-psoas et le nerf fémoral. Le nerf cutané latéral de la cuisse peut traverser la lacune musculaire ou percer le ligament inguinal lui-même.